# Rally-X
Rally-X (яп. ラリーX Рари-Эккусу) — аркадная видеоигра в жанре лабиринта с погонями, разработанная в Японии компанией Namco и выпущенная в 1980 году. В Северной Америке игра распространялась компанией Midway Manufacturing, а в Европе — Karateco. Игрок управляет синим гоночным автомобилем Формулы-1, перемещаясь по лабиринту с целью сбора жёлтых флагов. На пути встречаются валуны, которые необходимо объезжать. Красные автомобили противников преследуют игрока, пытаясь столкнуться с ним. Противников можно временно оглушить, выпуская дымовые завесы, что расходует топливо. Rally-X — одна из первых игр с бонусными уровнями и непрерывно играющей фоновой музыкой.
Rally-X была разработана как преемник игры Head On компании Sega, более ранней игры жанра «погоня в лабиринте» с автомобилями. В Японии игра имела коммерческий успех, заняв шестое место по кассовым сборам в 1980 году, однако выпуск игры компанией Midway Manufacturing в Северной Америке привёл к неоднозначным результатам. В Северной Америке игра известна часто повторяемой, хотя и недостоверной историей о её демонстрации на выставке Ассоциации операторов музыкальных автоматов и развлечений (AMOA) 1980 года, где представители прессы якобы считали Rally-X более качественной игрой по сравнению с другими представленными играми, в частности Pac-Man. Несмотря на положительную реакцию посетителей, Rally-X не привлекла большого внимания во время своей презентации.
Критики, оценивавшие Rally-X как при выходе, так и впоследствии, отмечали технологические достижения игры и её высокую сложность. Некоторые критики считают её влиятельной и опередившей своё время. За Rally-X последовало несколько ремейков и сиквелов, начиная с незначительно изменённой версии New Rally-X в 1981 году. Эта игра также включена в ряд сборников игр от Namco.

## Игровой процесс

Игрок (синим цветом) собирается взять флажок, в то время как две красные машины противников преследуют его.

Rally-X — это игра-лабиринт, в которой игрок управляет синим болидом Формулы-1. Цель игры состоит в том, чтобы собрать жёлтые флажки, разбросанные по замкнутому лабиринту, избегая при этом столкновения с преследующими игрока автомобилями красного цвета. В лабиринте можно двигаться во всех четырёх направлениях, в нём встречаются тупики, длинные коридоры и неподвижные валуны, представляющие опасность для игрока. Каждый уровень содержит десять флажков, ценность которых увеличивается при последовательном сборе. Один из флагов является «Специальным флагом», что обозначается буквой S, он удваивает ценность каждого собранного после него флага. Игрок может временно оглушать красные машины с помощью дымовых завес, что расходует часть топлива, отображаемого в правой части экрана. Топливо постоянно расходуется, чем дольше игрок находится на уровне, и служит таймером. По мере прохождения игры появляется всё больше красных машин, и они становятся более агрессивными.
Под индикатором топлива у игрока есть радар, который показывает его текущее положение на карте, а также местонахождение флажков и красных машин. Третий уровень и каждый четвёртый после него представляет собой бонусный раунд (называемый «Charanging Stage»), цель которого — собрать флажки за определённое время. В этих бонусных раундах красные машины остаются неподвижными и не преследуют игрока, пока у него не закончится топливо.

## Разработка и выпуск
Rally-X была создана компанией Namco под руководством дизайнера Хирохито Ито, аппаратное обеспечение разработал Коуити Тасиро. Игра была задумана как преемник Head On — более ранней аркадной игры от Sega, также включавшей сбор предметов в лабиринте при одновременном уклонении от вражеских автомобилей, преследующих игрока. Head On пользовалась популярностью в японских аркадных залах, что навело Namco на идею создания игры, развивающей её механику. Rally-X была разработана на модифицированной версии аркадной системной платы Pac-Man, поддерживающей разнонаправленную прокрутку. Программированием занимался Кадзуо Куросу, впоследствии разработавший многонаправленный шутер Bosconian, а музыкальное сопровождение написал композитор Pac-Man Тосио Кай.
Впервые Rally-X была продемонстрирована в Японии в январе 1980 года, а официальный выпуск состоялся 3 октября 1980 года. При подготовке к зарубежному выпуску компания Namco посчитала, что Rally-X с её аудиовизуальным оформлением и сложностью будет более привлекательна для иностранных игроков в сравнении с Pac-Man, поскольку, по мнению компании, американская аудитория предпочла бы это простоте и «милой» стилистике Pac-Man. Namco представила Rally-X на выставке Ассоциации операторов музыкальных и игровых автоматов (AMOA) 1980 года в Чикаго вместе с Pac-Man, King & Balloon и Tank Battalion. Существует часто повторяемая история о том, что из всех представленных игр, в частности по сравнению с Pac-Man, присутствовавшие на выставке аналитики индустрии посчитали Rally-X наиболее выдающейся и прочили ей наибольший успех. Хотя игра получила положительные отзывы прессы, она не привлекла значительного внимания во время мероприятия. Согласно журналу Play Meter, как Pac-Man, так и Rally-X вызвали лишь умеренный интерес на выставке. Компания Midway Manufacturing, игровое подразделение Bally Manufacturing, согласилась распространять Rally-X и Pac-Man в Северной Америке. Президент Midway Дэйв Марофске полагал, что эти две игры имели наибольший потенциал из четырёх представленных игр Namco. Midway выпустила Rally-X в Северной Америке в феврале 1981 года в вертикальном, настольном и компактном вариантах автоматов.

### Порты
Домашняя версия Rally-X была выпущена для VIC-20 в Японии в 1981 году. Порт был разработан компанией HAL Laboratory и компанией Commodore International для японского рынка. Из-за лицензионных ограничений HAL заменила персонажей игры на мышей и кошек и выпустила её в Северной Америке под названием Radar Rat Race. В 1984 году Namco выпустила порт для MSX, который имел геймплей New Rally-X. Он был издан в Европе компанией Argus Press Software под маркой Bug-Byte. В том же году Dempa Shinbun разработала версии для японских компьютеров Fujitsu FM-7, MZ-1500 и Sharp X1.
Rally-X оставалась относительно малоизвестной в течение многих лет, пока в 1995 году не была включена в сборник Namco Museum Vol. 1 для PlayStation вместе с шестью другими аркадными играми от Namco. Порт использует эмулятор JAMMA, запускающий исходный код оригинала, что делает его преобразование практически идеальным. Rally-X вошла в несколько сборников Namco, включая Namco History Vol. 2, Microsoft Revenge of Arcade (1998), Namco Museum Battle Collection (2005), Namco Museum 50th Anniversary (2005), Namco Museum Virtual Arcade (2008) и Namco Museum Megamix (2010). В 1996 году Rally-X была переиздана в аркадах как часть сборника Namco Classic Collection Vol. 2. Она появлялась в нескольких портативных игровых приставках от Jakks Pacific. Rally-X также была включена как в Pac-Man’s Arcade Party (2010), так и в Pac-Man’s Pixel Bash (2019). В 2021 году Rally-X получила цифровой релиз в серии Arcade Archives для Nintendo Switch и PlayStation 4.

## Отзывы
| Иноязычные издания | Иноязычные издания |
| Издание            | Оценка             |
| ------------------ | ------------------ |
| AllGame            | [ 29 ]             |
| Eurogamer          | 8/10               |

Игра имела коммерческий успех в Японии, где она стала шестой по кассовым сборам аркадной игрой 1980 года и третьей по кассовым сборам у Namco в том году после Pac-Man и Galaxian. Однако в Северной Америке игра не имела такого успеха. К июлю 1981 года компания Midway продала 2500 аркадных автоматов Rally-X, что значительно меньше, чем у других релизов компании в то время. Дик Пирсон из RePlay в предварительном обзоре с выставки отметил яркую графику и звуковые эффекты, сравнив игровой процесс с Pac-Man и написав, что эта игра «обещает стать увлекательной видеоигрой-лабиринтом». Обозреватель Cash Box дал схожие комментарии, также похвалив систему подсчёта очков и стратегический элемент. В 1991 году журнал Gamest назвал её «шедевром» наряду с New Rally-X и предположил, что скромные критические и коммерческие результаты объясняются тем, что игра опередила своё время. Они считали её преемником Head On и влиятельной для жанра лабиринтов.
В своём обзоре Namco Museum Vol. 1 Эд Ломас из Computer and Video Games сказал, что Rally-X вначале кажется весёлой, но быстро становится повторяющейся и страдает от плохого управления. Бретт Алан Вайсс из AllGame был также неоднозначен в своём обзоре 1998 года, заявив, что единственными примечательными аспектами игры были «беспощадная» сложность и оружие в виде дымовой завесы. Вайсс считал, что графика и звук «лишь функциональны» и второстепенны по сравнению со сложностью. Персонал IGN противопоставил их заявлениям мнение, что Rally-X, как и другие игры в Namco Museum Vol. 1, хорошо сохранилась до сегодняшнего дня. В 1998 году читателями Gamest она была включена в список величайших аркадных игр за инновационность и эволюцию традиционного геймплея экшен-игр с погонями в лабиринтах.
Rally-X продолжала заслуживать похвалы в ретроспективных комментариях. Писатель сайта Eurogamer Сэр Клайв в 2007 году считал, что игра достаточно уникальна, чтобы отличать её от Pac-Man и подобных «охотников за лабиринтами». Он отметил её высокую сложность и дизайн, а также то, что она вызывает прилив адреналина у игроков. Клайв прокомментировал: «Когда вы играете в игру, просто представьте жёлтый круг там, где находится ваша машина, и повторяйте мантру 'wakawakawakawaka' во время игры, и вы начнёте понимать, насколько грандиозной могла бы быть эта игра». Сотрудники Retro Gamer положительно оценили красочную графику, плавную прокрутку и повышающийся уровень сложности, написав, что это уникальная игра, произошедшая от Pac-Man, и в неё стоит играть как в самостоятельный оригинальный продукт, а не клон. Эрл Грин из Phosphor Dot Fossils нашёл геймплей захватывающим и прокомментировал его сходство с Pac-Man. Грин считает, что Rally-X не смогла завоевать популярность, поскольку в ней отсутствовали абстрактные персонажи и дизайн Pac-Man, а также она была слишком похожа на другие гоночные игры той эпохи.

## Наследие
Rally-X считается одной из первых игр, в которых появилась непрерывная фоновая музыка и бонусный раунд, опередив игру Carnival от Sega, выпущенную в июне 1980 года.
В ответ на отзывы игроков об оригинальной игре, Namco выпустила продолжение под названием New Rally-X в 1981 году, которое было создано, чтобы исправить недостатки оригинала и сделать игру более доступной для новичков. В него также был добавлен «Удачливый флаг», который давал бонусные очки в зависимости от оставшегося топлива. New Rally-X рассматривался как улучшение по сравнению с оригиналом и был портирован на несколько консолей и сборников, таких как мобильные телефоны и Xbox 360. Rally-X Arrangement, включенная в сборник Namco Classic Collection Vol. 2 (1996), является ремейком оригинала с новыми бонусами и типами врагов. Похожая игра под названием New Rally-X Arrangement присутствует в сборнике Namco Museum Battle Collection (2005). Вышедшая в 2007 году для Wii игра Namco Museum Remix и её обновление 2010 года Namco Museum Megamix включают трёхмерный ремейк под названием Rally-X Remix, который заменяет автомобиль игрока на Pac-Man. В 2011 году компания Namco Bandai Games выпустила сиквел для iOS, Rally-X Rumble, в котором используется стиль неоновой графики в духе Pac-Man Championship Edition DX (2010) и который задуман как многопользовательская баталия в жанре королевской битвы.
«Специальный флаг» стал символом Namco и часто появлялся в играх обычно как предмет, дающий дополнительную жизнь. Он присутствовал в таких играх, как Xevious (1983), Gaplus (1984), Tinkle Pit (1994), Tales of Phantasia (1995), Xevious Resurrection (2009), Super Smash Bros. for Nintendo 3DS & Wii U (2014) и Super Smash Bros. Ultimate (2018). Консультационная служба Namco Bandai по игровому дизайну, которая предоставляет инсайты о дизайн-философии компании клиентам, называется Special Flag, как и её рестораны внутри развлекательных центрах VR Zone. Также выпускалась сувенирная продукция с изображением Специального флага, такая как эмалевые значки и брелки.